# Andrzej Wnuk (samorządowiec)
Andrzej Maciej Wnuk (ur. 11 listopada 1975 w Zamościu) – polski przedsiębiorca, wydawca i samorządowiec, w latach 2014–2024 prezydent Zamościa.

## Życiorys
Ukończył studia na Wydziale Prawa i Administracji Uniwersytetu Marii Curie-Skłodowskiej w Lublinie. Był prezesem zarządu grupy wydawniczej Słowo, redaktorem naczelnym „Kroniki Tygodnia” i kwartalnika „Ceramika Budowlana”, doradcą gospodarczym i wykładowcą Wyższej Szkoły Społeczno-Przyrodniczej w Lublinie. Współtworzył Zamojskie Stowarzyszenie Dziennikarzy.
W wyborach w 2014 ubiegał się o prezydenturę Zamościa jako bezpartyjny kandydat z ramienia Prawa i Sprawiedliwości. Wygrał w drugiej turze głosowania, pokonując pełniącego dotychczas tę funkcję Marcina Zamoyskiego z wynikiem 50,35% głosów. W listopadzie 2017 zasiadł w radzie samorządowej Porozumienia (pozostając bezpartyjnym). W maju 2018 ogłosił, że będzie ubiegał się o reelekcję w wyborach samorządowych w tym samym roku, uzyskując poparcie Prawa i Sprawiedliwości (ponownie wystartował z komitetu tej partii). W wyborach tych w pierwszej turze otrzymał 51,52% głosów, uzyskując tym samym reelekcję.
W 2024 kandydował na kolejną kadencję. W pierwszej turze otrzymał 26,36% głosów, w drugiej turze z wynikiem 35,22% głosów został pokonany przez Rafała Zwolaka.
W lipcu 2024 został skazany przez Sąd Rejonowy w Kielcach na rok więzienia w zawieszeniu na trzy lata, grzywnę w wysokości 25 tys. zł i pokrycie kosztów sądowych w wysokości 11 tys. zł za składanie fałszywych zeznań i fabrykowanie dowodów przeciwko opozycyjnemu radnemu Markowi Kudeli.